# 萨帕尔迭尔德拉里韦拉
萨帕尔迭尔德拉里韦拉，是西班牙卡斯蒂利亚-莱昂阿维拉省的一个市镇。总面积44平方公里，总人口129人（2001年），人口密度3人/平方公里。